# Série mondiale 2019
 (août 2020).
Si vous disposez d'ouvrages ou d'articles de référence ou si vous connaissez des sites web de qualité traitant du thème abordé ici, merci de compléter l'article en donnant les références utiles à sa vérifiabilité et en les liant à la section « Notes et références ».
La Série mondiale 2019 est la 115e série finale des Ligues majeures de baseball.
Jouée du 22 au 30 octobre 2019, elle se joue au meilleur des 7 matches entre le champion de la Ligue Américaine, les Astros de Houston et celui de la Ligue Nationale, les Nationals de Washington. Les Nationals gagnèrent la série, 4 parties à 3, pour remporter le premier titre de l'histoire de leur franchise. Le lanceur de Washington, Stephen Strasburg fut nommé joueur par excellence de la Série mondiale après avoir enregistré deux victoires,.